# ニコポリス・アド・イストルム

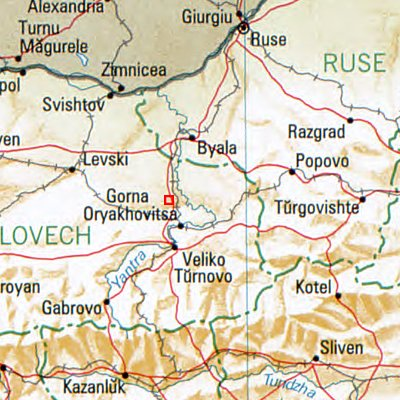
現在のニコポリス・アド・イストルムの近郊

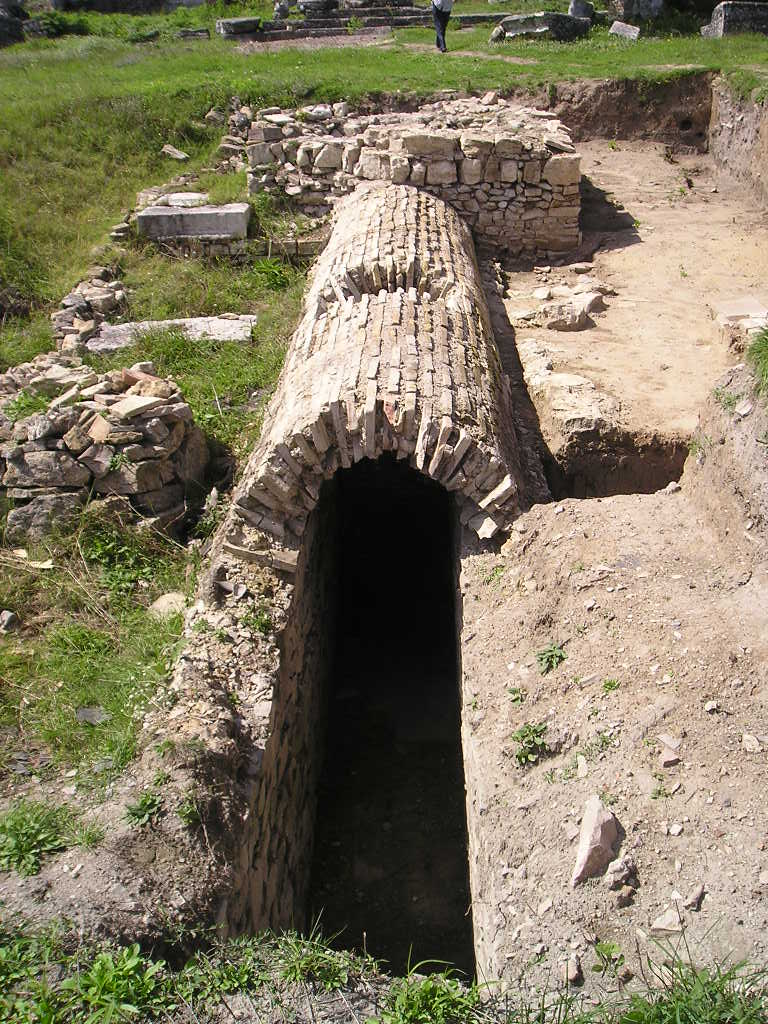
ニコポリス・アド・イストルムの地下水パイプ

ニコポリス・アド・イストルム (ギリシア語: Νικόπολις ἡ πρὸς Ἴστρον ブルガリア語: Никополис ад Иструм ラテン語: Nicopolis ad Istrum または Nicopolis ad Iatrum)は、ローマ帝国と初期のビザンティン帝国時代の都市である。102年にトラヤヌス帝によってトラキア属州に建設された後、7世紀にアヴァール人とスラヴ人の侵略までモエシア・インフェリオル属州の都市として存在した。
その遺跡は、ブルガリア北部の町ヴェリコ・タルノヴォの北方18km、ニキュープ村の南東3kmの地点に位置する。

## 名称と場所
古代の都市名によく見られるニコポリス (ギリシア語: Νικόπολις) とは、勝利の女神ニケに都市を意味するポリスが合わさって出来たラテン語名 Nicopolis である。ニコポリス・アド・イストルム (Nicopolis ad Istrum) の名称は、「ドナウ川の都市」を意味する。Ister はドナウ川の下流部分の古い名称である。しかし、この都市はドナウ川沿いではなく、ドナウ川の南約30kmにあるドナウ川支流のヤントラ川付近に位置している。しかし、建設当時は、「セクサギンタ・プリスタ (60の船の町)」の市議会と市民がセプティミウス・セウェルス帝の像を建てた場所まで、ドナウ川の広大な流域が広がっていた可能性がある。
公式には、この都市の名称はウルピア(Ulpia)であり、トラヤヌス帝の氏族名であるウルピウス氏族から名付けられている。クラウディオス・プトレマイオスが150年に著書『ゲオグラフィア』で書いた通り、この都市は当初、 Nicopolis ad H(a)emum と呼ばれていた。Hemus または Haemus は、バルカン山脈のラテン語名である。後に都市名に付け加えられた ad Istrum の名称の方が一般的になってしまった。他の別名として Nicopolis ad Iatrum (ヤントラ川沿いのニコポリス)がある。この都市は、 Nicopolis ad Danubium urbs とも名づけられている。
公用語は古代ギリシア語であった。この都市の住民の古代ギリシア語による呼び名は、ニコポリタイ (Nikopolitai) またはニコポレイタイ  (Nikopoleitai) ・プロス・イストロン (pros Istron) である。2世紀後半または3世紀前半に編集され、ディオクレティアヌス帝 (在位:284年-305年) の治世中に最終的に改訂されたポイティンガー図では、ニコポリス・アド・イストルムの都市名がニコポリストロ (Nicopolistro) と短縮された名称になっている。
トルコ語の名称はEski Nikup (古ニコポリス) である。かつての都市があった場所は500年間オスマン・トルコ帝国の領有化にあった。ニコポリス・アド・イストルムの古代の都市名の、中世のトルコ語における転写がNikjupである。この名前が現在の、近隣の村ニキュープに引き継がれている。
更に西にあるブルガリアのドナウ川沿いの都市ニコポルとニコポリス・アド・イストルムとを混同してはならない。
都市はRositsa (ロシッツァ)川の左岸にある段丘にあり、そこから6km 下るとヤントラ川との合流点となる。現在、ニコポリス・アド・イストルムの遺跡は、ヴェリコ・タルノヴォからルセまでの道 (E85) 沿いにある。道路がロシッツァ川を渡って橋を渡った直後に、21.55 ヘクタールの面積の発掘現場がある。この場所は考古学用保護区で、春から秋にかけて観光客に開放されている。

## 歴史

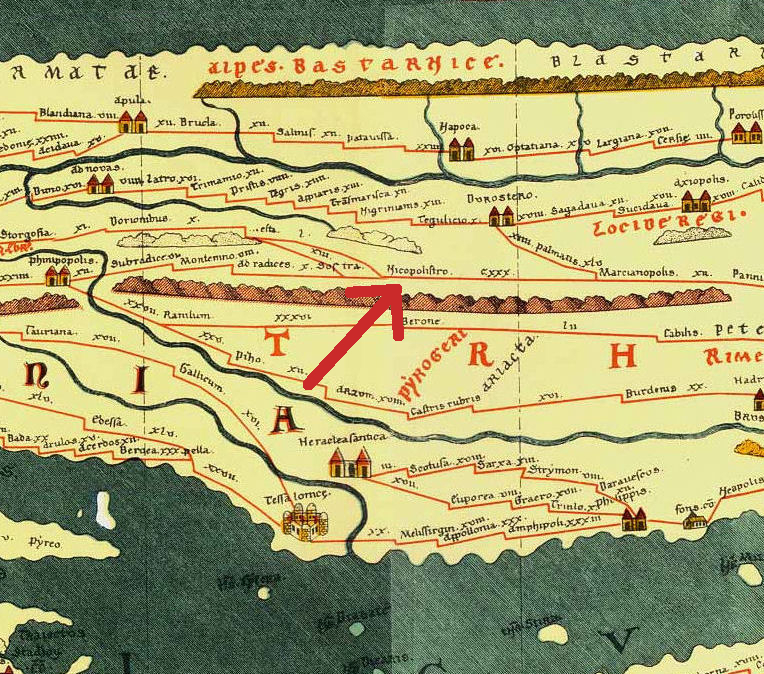
4世紀のポイティンガー図におけるニコポリス・アド・イストルム

トラヤヌス帝 (在位:98年-117年) の治世中、ローマ帝国はその領土が最大版図となる程の著しい領土拡大を果たしている。ドナウ川の下流域の南の地域はローマ帝国に同化した。ダキア戦争の1度目の戦争 (101年-102年) と2度目の戦争 (105年-106年) の間の休戦期の102年にダキア人に勝利したことを記念して、トラヤヌス帝によってニコポリス・アド・イストルムが建設された。この都市はトラヤヌス帝の氏族名であるウルピウス氏族から名付けられた「ウルピア・ニコポリス・アド・イストルム」（Ulpia Nicopolis ad Istrum） という都市名が付けられた。彼はIatrus(現在のヤントラ)川とRositsa (ロシッツァ)川の合流地点に当たる場所を、おそらく決戦の場として選んだ。彼は、ニコポリス・アド・イストルムが徐々に実証・解明されてきた壮大な都市になることをはっきり目指していた。しかしながら、都市の何かしら起きた出来事についての記録となる記念碑的な遺物は、主にアントニヌス・ピウス帝 (在位:138年-161年) の在位期間にあり、発見された碑文は136年以前に遡るものは発見されていない。
ニコポリス・アド・イストルムは、公共的建築物を描いたコインを発行している。
この都市は、ウクライナ西部にいた部族である Costoboci 族によって170年-171年に襲撃・略奪されたが、略奪後にすぐに城壁が建設されている。城壁建設時には、付近の多くの建物は撤去されている。
カラカラ帝が211年-212年に訪れた後、都市に対する不快感を抱いた結果、212年頃から、都市の名誉称号の「ウルピア」は公式の碑文にはもはや使われなくなっていた。カラカラ帝は 貨幣鋳造所を閉鎖し、経済的繁栄だけでなく、Civitas stipendaria と呼ばれる、貢納する代わりに一定の自治権が与えられる都市の地位を失った。彼の死後、「ウルピア」の語句が付いた完全な形のかつての正式名称での都市名こそ回復させられなかったようだが、都市共同体としての地位を回復し、貨幣鋳造所を再開したようである。
ローマ帝国が領土拡大したドナウ川下流域の北側地域のダキア属州に対する支配の強化とその内外の安全を確保する為に、帝国領土内で徹底した領土計画が行われた。トラキア属州では、都市計画により (ニコポリス・アド・イストルムを含む) 多数の都市が建設された。トラキア属州の領域がハイモス山(バルカン山脈)の南側の地域に縮小された後、ニコポリス・アド・イストルムは、ドナウ川下流域の南側地域を領域とするモエシア・インフェリオル属州の下に置かれることになった。そこでは、いくつかの広域都市圏が復興し、新しい取引所も設立されている。道路建設によって、軍隊の移動や通信、供給に役立つインフラを作り出した。ドナウ川には数多くのカストラ (野営地)や都市集落が建てられた。ニコポリス・アド・イストルムも、そういったものの一環として建設されたと見ることが出来る。
ニコポリス・アド・イストルムは、トラヤヌス帝 (在位:98年-117年) やハドリアヌス帝 (在位:117年-138年)、それに続くアントニヌス朝 (期間:138年-192年)ならびにセウェルス朝(期間:193年-235年)の治世の間、最も栄華を極め、ディオクレティアヌス帝 (在位:284年-305年) の改革の下で大都市として発展した。
250年に、ニコポリス・アド・イストルムの近くでゲルマニア人の一部族のゴート族を侵略を受けたが、デキウス帝がゴート族の王クニウァを撃退した。しかしながら、翌251年のアブリットゥスの戦いにおいて、重装備のローマ軍は湿地帯での戦闘で泥に足を取られて身動きできずに大敗北し、皇帝のデキウス帝までが戦死するという衝撃的な結末に終わった。古代末期、都市はゴート族の1度目および2度目の侵略の影響を受けているが、5世紀と6世紀には、地域の荒廃した要塞や町が再建された。
2世紀末 (187年-197年）にかけて、ニコポリス・アド・イストルムはモエシア・インフェリオル属州に属していた。4世紀半ばまで、ドナウ川とバルカン山脈の間の地域を領域とするモエシアの中では最も重要な都市であった。
447年、都市はフン族の王アッティラによって破壊された。
フン族の侵攻後5世紀中頃には、旧市街の南壁面に新しく丈夫な城壁が建てられた。古い城壁の状態は悪くて修復は難しく、存続して残すことは出来なかったようである。更に、1.8kmにもわたるかなりの長さの城壁を守備するには、実際に動員可能な守備兵より多くの動員を必要とした。新しい都市は、元の都市の1/4の面積しかなく、ほとんど軍事用施設や教会を包囲していなかったが、当時のドナウ川流域の都市の一般的な傾向に沿ったものである。以前のニコポリス・アド・イストルムの広大な遺跡 (21.55ヘクタール) より広い領域は再占領されることはなかった。再建前の都市の南側の城壁は再建後の都市の北側の城壁として再建された。城壁の塔は破壊され放棄された建物の上に建てられ、その正門からは装飾された石のブロックが新しい建造物用に使われた。高さ10mの城壁の前に、塔は約15mの高さで建てられていた。城壁の外側は、巨大な石のブロックに似せた切開溝を備えたモルタルで表現されていた。その後、古い南門は、周辺の高い地形に合わせる為に、門が中空に位置するように大規模な再建を受けた。
町は初期のビザンティン時代、主教座聖堂が置かれるようになったが、6世紀末にアヴァール人の侵略によって決定的に破壊された。その遺跡付近での中世のブルガリア人の定住は、その後(10世紀から14世紀) に起きている。
マルケルス (451年) とアマンティウス (518年) の初期の2人の主教の名が知られている。
ビザンティン帝国の歴史家テオフィラクト・シモカッタは、598年にビザンティン帝国軍司令官カメンティオスアヴァールに対して軍事作戦に関連して、ニコポリス・アド・イストルムの都市の記述を残した最後の古代の著者である。
この遺跡は、1984年にユネスコの世界遺産暫定リストに載せられた。

## 考古学の発掘
古代都市が建てられていた地域のわずか3分の1しか発掘されていないが、これまで興味深い発見があった。
オーストリアの考古学者、フェリックス・カニッツは、1871年にオスマン帝国のドナウ州を旅しながら、ニキュープ村の遺跡を訪れた。彼は少し発掘調査を行なって、セプティミウス・セウェルス帝 (在位:193年-211年) の妻ユリア・ドムナのブロンズ像の台座を運よく発見した。この碑文には、古代ギリシア語で「市議会とイステル川のニコポリス人が彫像を建てた」と書かれている。そこで、この都市は発見され、明確にその場所が確定された。
この地域は 1900年以来、考古学的発掘によって調査が行われている。 (最初にフランスの考古学者J.スールとチェコの考古学者、ヴァクラフ・ドブルスキーによって行われ、1996年からは、ノッティンガム大学のアンドリュー・ポールターのチームによって実施された。)  ニコポリス・アド・イストルムは、ブルガリアで今日最もよく研究されている古代ローマの都市の1つである。要塞、道路網、下水道、給水ネットワークが発掘されている。近くには100個以上の墓石が維持された状態のまま残されていた。
この地域には、多くの富裕者の居住地であるウィキ (vici) 、カントリーハウスであるヴィラ (villae) 、奴隷労働に頼った大土地経営であるサルトゥス (saltus) 、交易所であるエムポディア (emporia) があった。
2015年には、古代ギリシアとローマの都市での貿易と市場操作を担当する公務員であるアゴラノムスやアエディリスの邸宅だったと推定される巨大な建物の遺跡が明らかになった。
ニコポリス・アド・イストルムの貴族であるクイントゥス・ユリウスのオベリスクは、都市の西約12kmのレシチェリ近くの田舎で、14mの高さで今もなお建ち続けている。
ヴェリコ・タルノヴォの地方歴史博物館には多くの発見物が展示されている。
2018年には、考古学者たちは、デモステネスによって改変された風刺詩が古代ギリシア語で書かれた碑文がフォルムの複合施設の南西端にある小さな一角にあるテュケーの女神に捧げられた祭壇を発見した。

## 都市の構成
都市は、北側は大きな要塞部と南東側の小さな要塞部の2つの部分から成っている。

### 都市の城壁

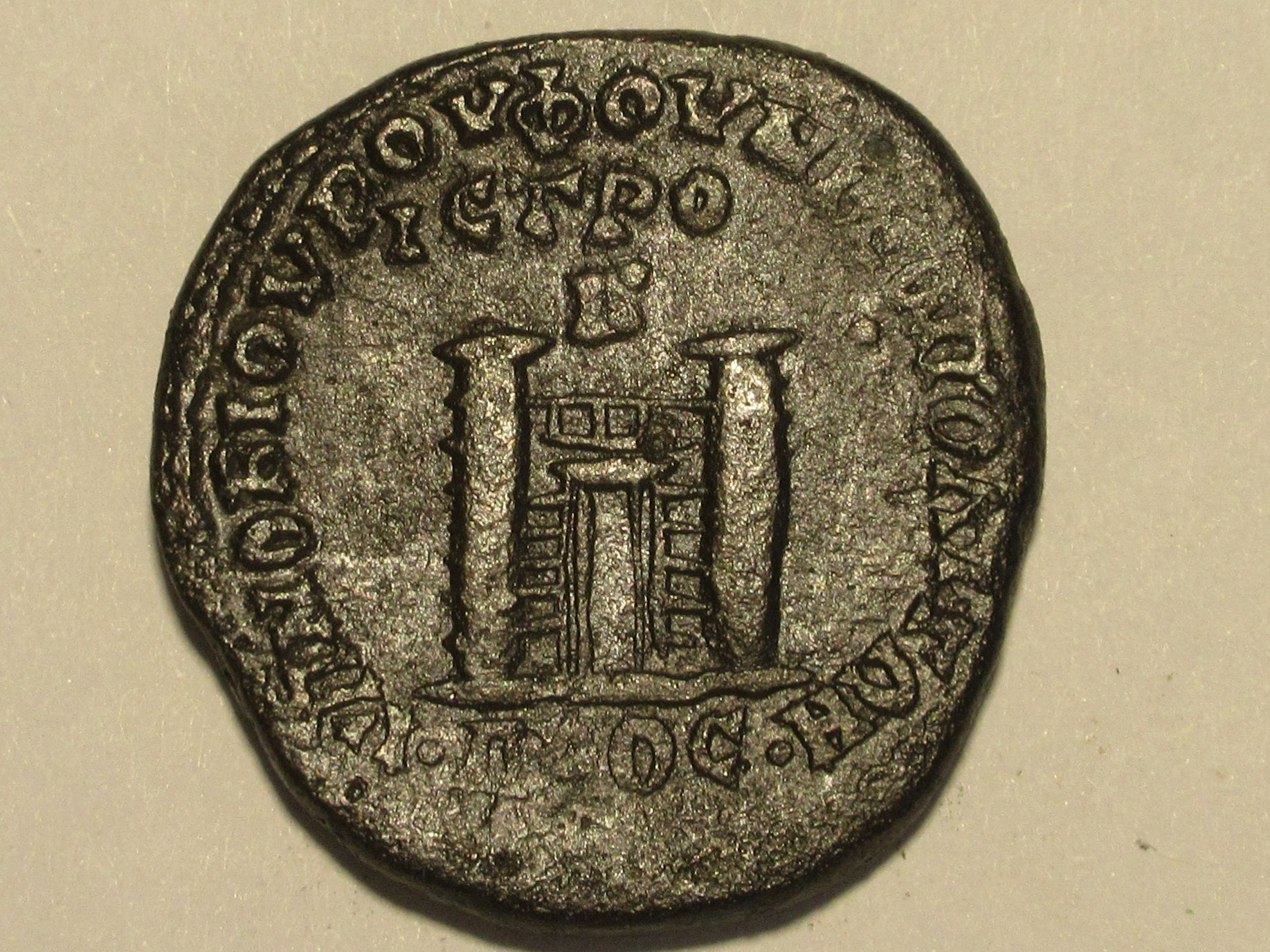
ヘリオガバルス帝が発行したニコポリス・アド・イストルムの城門が描かれた現存貨幣

都市計画は方格設計に従って行われた。都市には、都市の中心部を東西に貫く基幹道路のデクマヌス・マクシムスと都市の中心部を南北に貫く基幹道路のカルド・マクシムスを交差させる典型的なローマ時代の四角いレイアウトが用いられている。 豊かな建築と彫刻は、小アジアの古代の町と類似している。
都市は、後の都市の拡張に伴って追加で造られた複数の通水溝と高い城壁によって防衛されていた。城壁は正方形の市街区域を囲み、両側に城門 (Porta) があった。4つの城門のうち、西側の城門が (opus quadratum と呼ばれる技術で造られた) 2つの門が互いに背後に連なるような造りがされている正門であった。門の外側には2門の木戸があり、門の内側には落とし戸 (Cataracta) があった。
都市の北側には陶器の工房があった。

### アゴラ
都市の中央にある集会場所の (アゴラ) は、西部と東部の2つの相互接続された部分で構成されている。馬に乗ったトラヤヌス帝像や他の大理石の彫像があった。正方形の東側は吹き抜けの開放的な空間 (Area) で、そこには台座の付いた銅像がある。西側は四方に囲まれていて、イオニア様式の回廊式の柱廊 (Kolonnade) の吹き抜けの遺跡が残っている。人々がそこに集まるのは、そこが囲りを囲んでいる通りより高くなっているからである。
3つの身廊を持つ (長方形の平面を持ち、内部にクリアストーリ（採光用の高窓）と列柱のアーケードを盗聴とする) バシリカ様式の建築物、議場 (Buleuterion) 、キュベレー寺院、小さな劇場 (Odeon)、商店と散歩や仕事の打ち合わせの為の密閉された空間が暖房で暖められた建物のテルモペリアトス (termoperiatos) はもちろんテルマエ (Thermae) もユニークなローマ様式の建物である。 いくつかの町の家々や建築物も発掘されている。
広場の周りを見ると、アゴラの北西には、おそらく議場であろう建物を含む建物が立ち並んでいた。南西には、400席の室内劇用の小さな劇場があった。それは基本的に長方形の形をしていた。多くの観客を入れる大劇場は放射状に配列されたセクターに分割されていた。更に、通りには公衆トイレがあった。
巨大な敷石で舗装した古代の大通りとその脇の歩道を、今日もなお見ることが出来る。中央通りには点検用のマンホールを備えた下水道システムがあり、またスチームヒーターで加熱した野外の舗装路があった。この道に沿っておそらくエキゾチックな植物が栽培されたと考えられる。
ニコポリス・アド・イストルムでは、ブルガリアでは唯一となるハート型断面の柱が発見された。
娯楽の為に剣闘士の試合と野生動物を追いかける狩りがあった。
この都市はキリスト教の主教座聖堂があった。

### ネクロポリス
北門の近くには大きな大浴場であるテルマエ (Thermae) と墓地であるネクロポリス (Necropolis) があった。人口の複雑な民族的 (小アジア人、シリア人、エジプト人) ・社会的 (大土地所有者、退役軍人、商人、職人) 構成の違いによって、死者は火葬されたり石棺または平らな墓に埋葬されたりと、埋葬習慣にも大変な異なりが見られた。コロネード (列柱)、エクセドラ、フロントン (Fronton)、彫像と、多彩に装飾された一族の墓は裕福な家族を示している。その複雑な民族的構成は墓標の名前にも反映された。多くの人々がローマ人の名前を持っていたが、これらの人々の大部分はトラキア出身であった。人口の大部分はギリシャにルーツを持っていた。更に、ローマ人とトラキア人の退役軍人が多く集まっていた。
トラキアの黒海沿岸地域とトラキアの内陸の住民は、数フュレーに区分されていた。ニコポリス・アド・イストルムでは、以下のフュレーの存在が証拠づけられている。アポロニアス、アテニアス、カピトリーネ、アルテミシアス。

### アスクレーピオスの像
アスクレーピオスの像のことはよく知られている。それは1985年に盗まれた(?) しかし、その像を売却しようとしている間に確保することが出来た。アスクレーピオスの像は現在、ヴェリコ・タルノヴォの歴史博物館に安置されている。

### 水
都市では、いくつかの古代の噴水が保存されている。
都市は3つの水道といくつかの井戸から水を供給されており、その多くは考古学的発掘で発掘されている。長さ25kmの西側の高架式水道は、ロシッツァ川流域全体にわたる水を長さ約3km、高さ約20mの水道橋で都市まで運んだ。ローマの西側のパヴリケニ自治体のムシナの町の近くにあった、2世紀の湛水された貯水池は、ムシナ洞窟内のカルストの泉から水を取水して、ローマ様式の都市の西側に送っている。この水道橋は18mの高さでマリザの谷を横切っている。水道の容量は1日当たり16,000リットルであった。都市の西200メートルには、貯水池の遺跡が残っている。この水道の分水施設であるカステルム・アクアエは、都市の西にあった。

### コイン
ニコポリス・アド・イストルムは、モエシアで最も劣悪な貨幣鋳造所のひとつであった。そこで鋳造された銅貨は、神々、要塞の城壁、公共的な建築物や宗教的な建物を描いている。コインの刻印はギリシャ語であり、都市の公用語もギリシャ語である。
最も興味深い発掘品である貨幣については、ヴェリコ・タルノヴォの考古学博物館に展示されている。

## 都市の運営
この都市はアルコーンの協議によって運営されていた。2つの主要な行政機関は、政務審議会 (ブーレー) と人民会議 (デモス) であった。長老協議会 (ゲロウシア) もあった。
代替わりするたびにその時々のローマ皇帝への崇拝および主な神々 (トラキアの地方神であるトラキアの馬乗りの崇拝と、ゼウス、ヘーラー、アテナ、ヘラクレス、アスクレーピオス、ミスラ、キュベレーなど) の崇拝を担当する司祭の集団たちが、都市とその周辺のあちこちで宗教活動をしていた痕跡となる証拠が見つかっている。

## 周辺の都市
古代のニコポリス・アド・イストルムには、2つの重要な幹線路があった。オデッソス (現在のヴァルナ) からマルキアナポリス (現在のデヴニャ) 、ニコポリス・アド・イストルム、メルタ (現在のロヴェチ) 、セルディカ (現在のソフィア) 経由でそこからローマ帝国の西部地方に至るルートである。2番目のルートは、野営地であったノヴァエ (現在のスヴィシュトフ) で始まり、ニコポリス・アド・イストルムを通ってハエムス山 (現在のバルカン山脈) を越えて、カビレ (現在のヤンボル) 、ハドリアナポリス (現在のエディルネ) 、ビュザンティオン (コンスタンティノープル, 現在のイスタンブール) 、小アジアの古代のボスポラス州へと通ずるルートである。
これらの幹線路は、ローマ帝国全体の規模から見れば準主要路というものに過ぎなかったが、ドナウ川周辺の属州の経済発展と軍事防衛にとっては非常に重要な意味を持っていた。その為、ローマ帝国の中央政府はこれらの道路の整備を常に気にかけていた。
ニコポリス・アド・イストルムは、オデッソス (現在のヴァルナ) とマルキアナポリス (現在のデヴニャ) からおそらくメルタ (現在のロヴェチ) を経由してモンタナに至る、重要な属州の道路 (ローマ街道) のひとつであったであろうと考えられる。
近隣のローマ帝国の都市や要塞までの距離は、以下の通りだったと推定される。(1ローマ式マイルは1,482km で、1ローマ式マイルは1000ダブルステップとしていたことに注意。)
- メルタ要塞まで東50ローマ式マイル - 現在のロヴェチ (74 km)
- マルキアナポリスまで130ローマ式マイル - 現在のデヴニャ (190 km)
- デュロストルム - 現在のシリストラ
- オデッソス - 現在のヴァルナ
- オエスクス
- アブリットゥス - 現在のラズグラト

## ゲルマン語
ニコポリス・アド・イストルムは、ゲルマン文学の伝承の発祥地であったと言える。4世紀のゴート族の司教で宣教師でもあり聖書翻訳家でもあるウルフィラはゴート文字を考案してゴート語を書き表した。 347年-348年に、彼はコンスタンティウス2世帝から改宗したキリスト教信者たちをモエシアに移住させ、ニコポリス・アド・イストルムの近くに定住させる許可を得た。彼は、学者のグループがギリシャ語からゴート語に聖書を翻訳する作業を監督し、ニコポリス・アド・イストルムにも滞在している。この聖書は、後に 「Wulfilabibel」 と呼ばれることになる。

## その他
また、ダキア戦争の間にダキア人に勝利したことを記念してニコポリス・アド・ネストゥム (Nicopolis ad Nestum)がトラヤヌス帝によって建設された。その都市はゴツェ・デルチェフから7kmの地点にあって、その都市名は「メスタ川 (Nestos)での勝利の都市」を表わしている。

## 画像

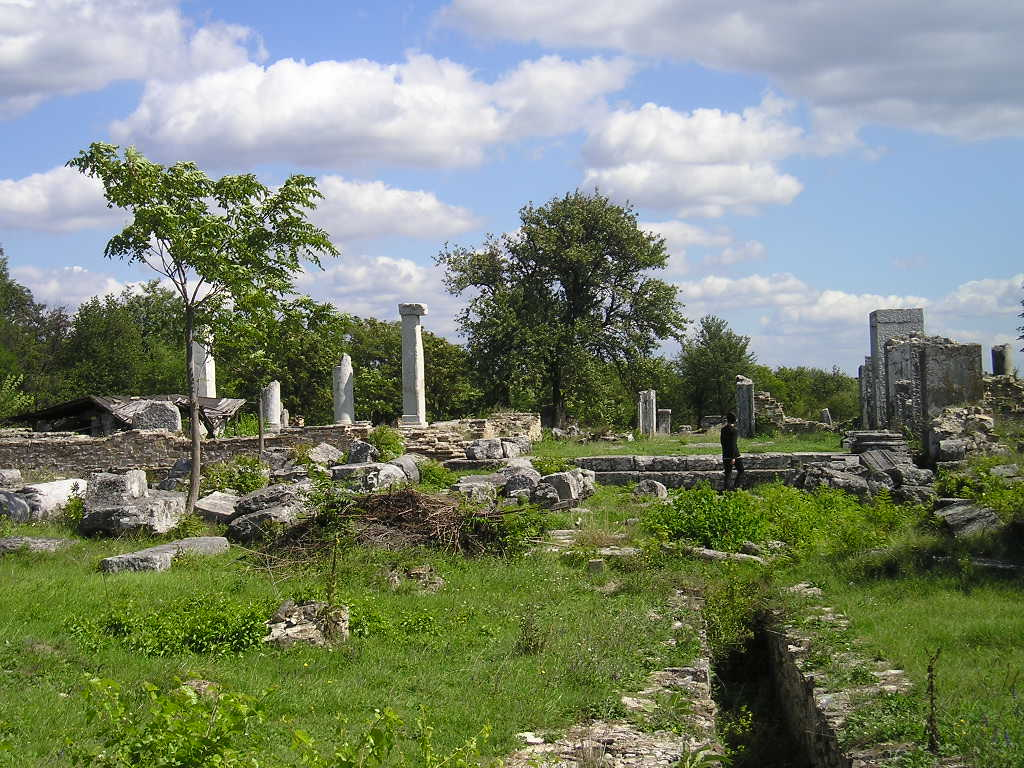
ニコポリス・アド・イストルム遺跡の概観
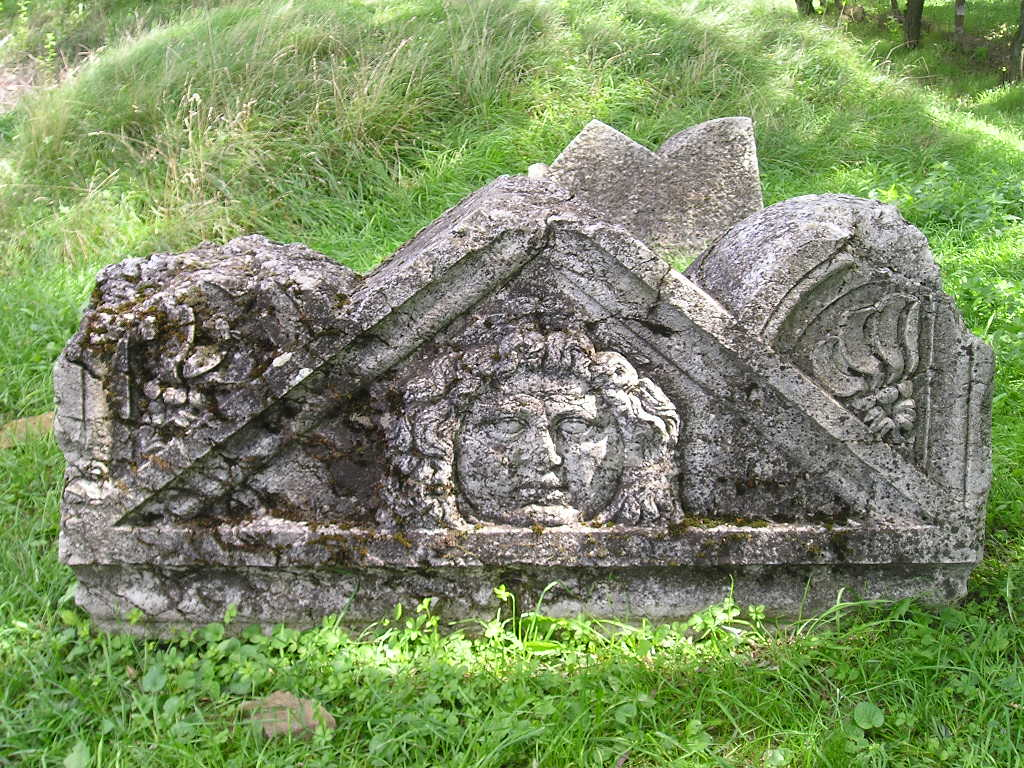
レリーフの彫像が描かれたペディメント
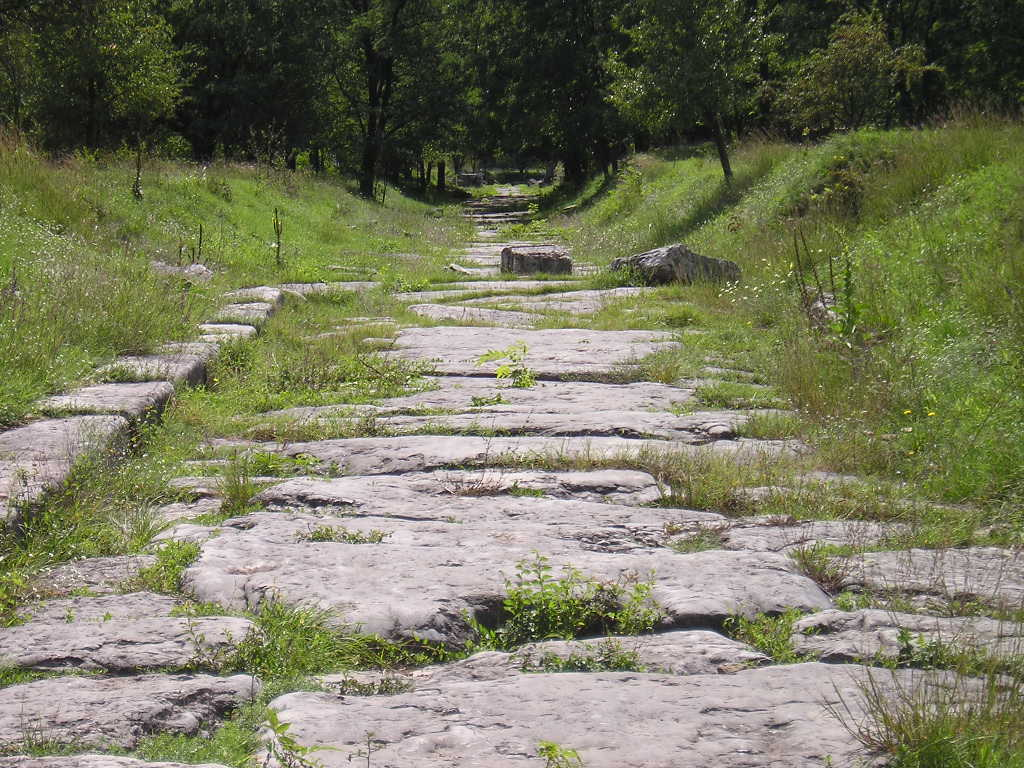
南北を走る街の主要な通りの一つ
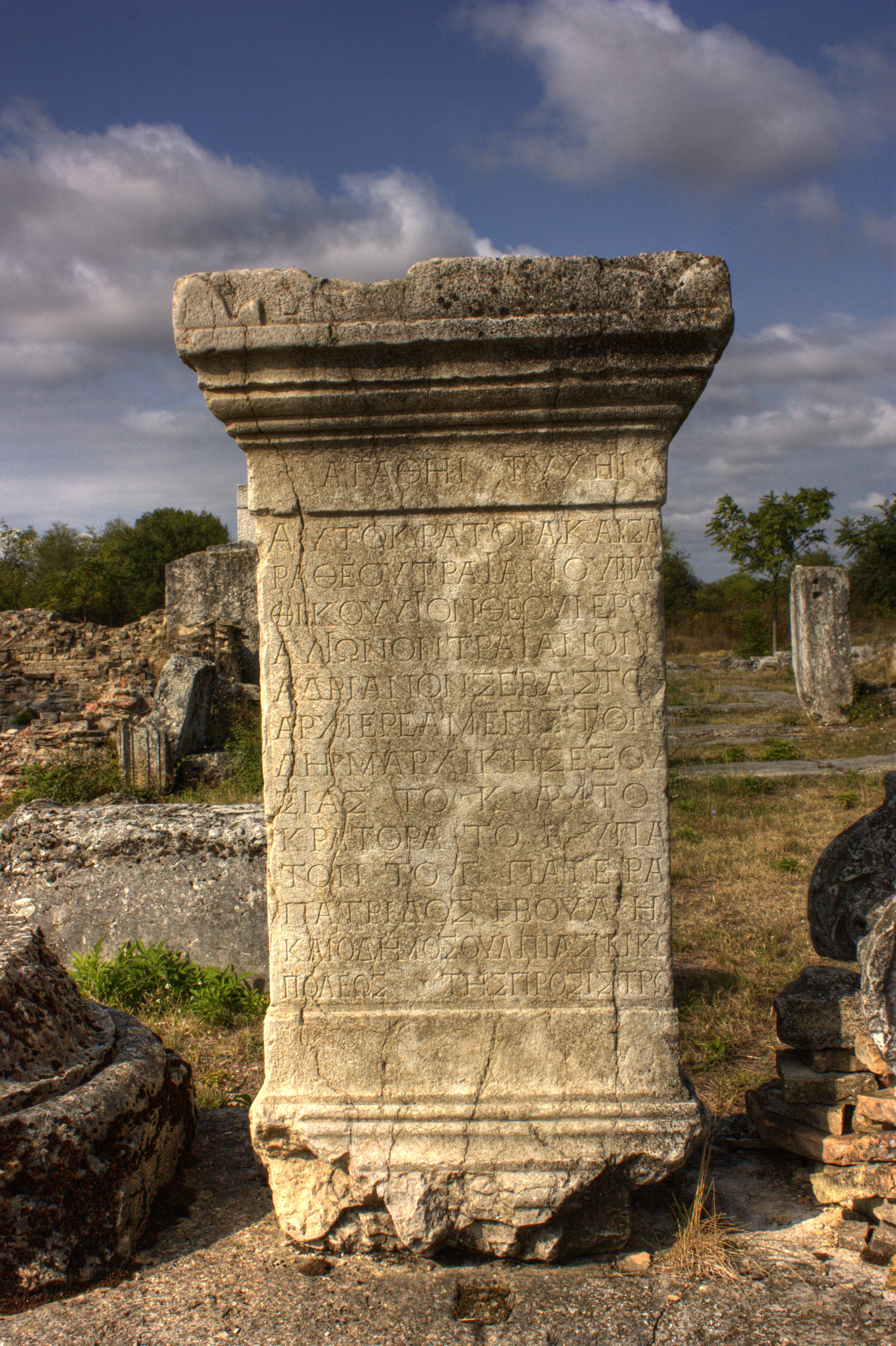

## 文献
- A. Frova: NICOPOLIS AD ISTRUM (Nikup) N Bulgaria. ISBN 0-691-03542-3
- Jan Burian: Der Neue Pauly Nikopolis: Band 8, Metzler, Stuttgart 2000, ISBN 3-476-01478-9
- Andrew Poulter: Nicopolis ad Istrum. A Roman, late Roman and early Byzantine city. Excavations 1985–1992. Society for the Promotion of Roman Studies, London 1995, ISBN 0-907764-20-7.
- Rumen Ivanov: Nicopolis ad Istrum. Eine römische und frühbyzantinische Stadt in Thrakien und Niedermösien. In: Antike Welt 29 (1998) S. 143–153.
- Mark Whittow: Nicopolis ad Istrum: Backward and Balkan?. In: Proceedings of the British Academy 141 (2007), S. 375–389.
- Burns, Thomas, S. Barbarians Within the Gates of Rome: A Study of Roman Military Policy and the Barbarians, ca. 375-425 A.D., Indiana University Press, 1994. ISBN 0-253-31288-4
- Curta, Florin (2001). The Making of the Slavs: History and Archaeology of the Lower Danube Region, c. 500–700. Cambridge: Cambridge University Press
- Liebeschuetz, J.H.W.G. The Decline and Fall of the Roman City, Oxford University Press, 2001. ISBN 978-0-19-926109-3
- The ancient town of Nicopolis ad Istrum at UNESCO.ORG
- Poulter, Andrew. Nicopolis ad Istrum: A Roman, Late Roman and Early Byzantine City (Excavations 1985-1992), Society for the Promotion of Roman Studies, London, 1995. ISBN 0-907764-20-7